# Cartierele Vienei
Viena nu este numai cel mai populat oraș al Austriei, ci și capitala acesteia și una dintre cele nouă regiuni autonome ale ei. Orașul este împărțit astăzi în 23 de cartiere.
Cele 23 de cartiere ale Vienei sunt:
| 1. Innere Stadt (Centrul Vienei) 2. Leopoldstadt 3. Landstraße 4. Wieden 5. Margareten 6. Mariahilf 7. Neubau 8. Josefstadt 9. Alsergrund 10. Favoriten 11. Simmering 12. Meidling 13. Hietzing 14. Penzing 15. Rudolfsheim-Fünfhaus 16. Ottakring 17. Hernals 18. Währing 19. Döbling 20. Brigittenau 21. Floridsdorf 22. Donaustadt 23. Liesing |

## Populație
Populația cartierelor Vienei din 2011-01-01:
| Cartier         | Populație |
| --------------- | --------- |
| 1. Innere Stadt | 16,854    |
| 2. Leopoldstadt | 96,016    |
| 3. Landstraße   | 85,045    |
| 4. Wieden       | 30,943    |
| 5. Margareten   | 53,178    |
| 6. Mariahilf    | 29,623    |
| 7. Neubau       | 30,392    |
| 8. Josefstadt   | 23,747    |
| 9. Alsergrund   | 39,688    |
| 10. Favoriten   | 177,215   |
| 11. Simmering   | 90,712    |
| 12. Meidling    | 88,579    |

| Cartier                  | Populație |
| ------------------------ | --------- |
| 13. Hietzing             | 51,292    |
| 14. Penzing              | 84,933    |
| 15. Rudolfsheim-Fünfhaus | 72,021    |
| 16. Ottakring            | 95,386    |
| 17. Hernals              | 52,913    |
| 18. Währing              | 48,013    |
| 19. Döbling              | 68,820    |
| 20. Brigittenau          | 83,607    |
| 21. Floridsdorf          | 142,603   |
| 22. Donaustadt           | 158,933   |
| 23. Liesing              | 93,629    |